# MAGEA12
MAGEA12 (англ. MAGE family member A12) – білок, який кодується однойменним геном, розташованим у людей на X-хромосомі. Довжина поліпептидного ланцюга білка становить 314 амінокислот, а молекулярна маса — 34 836.
| 10         |  | 20         |  | 30         |  | 40         |  | 50         |
| ---------- |  | ---------- |  | ---------- |  | ---------- |  | ---------- |
| MPLEQRSQHC |  | KPEEGLEAQG |  | EALGLVGAQA |  | PATEEQETAS |  | SSSTLVEVTL |
| REVPAAESPS |  | PPHSPQGAST |  | LPTTINYTLW |  | SQSDEGSSNE |  | EQEGPSTFPD |
| LETSFQVALS |  | RKMAELVHFL |  | LLKYRAREPF |  | TKAEMLGSVI |  | RNFQDFFPVI |
| FSKASEYLQL |  | VFGIEVVEVV |  | RIGHLYILVT |  | CLGLSYDGLL |  | GDNQIVPKTG |
| LLIIVLAIIA |  | KEGDCAPEEK |  | IWEELSVLEA |  | SDGREDSVFA |  | HPRKLLTQDL |
| VQENYLEYRQ |  | VPGSDPACYE |  | FLWGPRALVE |  | TSYVKVLHHL |  | LKISGGPHIS |
| YPPLHEWAFR |  | EGEE       |  |            |  |            |  |            |

A: Аланін

C: Цистеїн

D: Аспарагінова кислота

E: Глутамінова кислота

F: Фенілаланін

G: Гліцин

H: Гістидин

I: Ізолейцин

K: Лізин

L: Лейцин

M: Метіонін

N: Аспарагін

P: Пролін

Q: Глутамін

R: Аргінін

S: Серин

T: Треонін

V: Валін

W: Триптофан

Кодований геном білок за функцією належить до пухлинних антигенів. 